# Almacenamiento de memoria
La memoria es la capacidad de la mente para almacenar y recordar información que se adquirió previamente. La memoria se procesa a través de tres etapas fundamentales de procesamiento: almacenamiento, codificación y recuperación. El almacenamiento se refiere al proceso de colocar información recién adquirida en la memoria, que se modifica en el cerebro para facilitar su almacenamiento. Codificar esta información hace que el proceso de recuperación sea más fácil para el cerebro, donde se puede recuperar y llevar a un pensamiento consciente. La psicología de la memoria moderna diferencia entre los dos tipos distintos de almacenamiento de memoria: la memoria a corto plazo y la memoria a largo plazo. Además, diferentes modelos de memoria han sugerido variaciones de la memoria existente a corto y largo plazo para tener en cuenta las diferentes formas de almacenar la memoria. La memoria puede definirse como el circuito o un dispositivo que puede almacenar la información, como datos de programas y resultados. La memoria se utiliza generalmente para la forma más rápida y el almacenamiento para la forma más lenta

## Tipos

### Memoria a corto plazo
La memoria a corto plazo se codifica en formas auditivas, visuales, espaciales y táctiles. La memoria a corto plazo está estrechamente relacionada con la memoria de trabajo. Baddeley sugirió que la información almacenada en la memoria a corto plazo se está deteriorando continuamente, lo que eventualmente puede llevar al olvido en ausencia de ensayos. George A. Miller sugirió en su artículo que la capacidad del almacenamiento de memoria a corto plazo es de aproximadamente siete elementos, más/menos dos, también conocido como el número 7,  pero se ha demostrado que este número está sujeto a la variabilidad de los números, incluido el tamaño, la similitud y otras propiedades de los trozos. El lapso de memoria varía; es más bajo para palabras multisilábicas que para palabras más cortas. En general, la memoria para los contenidos verbales, es decir, letras, palabras y dígitos, depende de la duración del tiempo que se tarda en hablar estos contenidos en voz alta y en el grado de lexicalidad (relacionado con las palabras o el vocabulario de un idioma que se distingue de su lenguaje). Gramática y construcción) de los contenidos. La capacidad de recordar palabras. Las características tales como la duración del tiempo hablado para cada palabra, conocido como el efecto de longitud de palabra, o cuando las palabras son similares entre sí hacen que se recuerden menos palabras.

#### Fragmentación
La fragmentación es el proceso de combinar piezas de información para aumentar la cantidad limitada de información que la memoria de trabajo puede retener. La fragmentación incluye un proceso mediante el cual una persona organiza el material en grupos sensibles. Este tipo de proceso de memoria se ve con frecuencia con números de teléfono, tarjetas de crédito, número de casa, etc. Con los números de teléfono de América del Norte, por ejemplo, las personas suelen dividir los tres primeros números del código de área, los tres siguientes y luego los últimos Cuatro números en serie.

#### Ensayo
El ensayo es el proceso por el cual la información se retiene en la memoria a corto plazo mediante la repetición consciente de la palabra, frase o número. Si la información tiene un significado suficiente para la persona o si se repite lo suficiente, puede codificarse en la memoria a largo plazo. Hay dos tipos de ensayo: ensayo de mantenimiento y ensayo elaborado. El ensayo de mantenimiento consiste en repetir constantemente la palabra o frase de palabras para recordar.  Recordar un número de teléfono es uno de los mejores ejemplos de esto. El ensayo de mantenimiento se usa principalmente para la capacidad a corto plazo de recordar información. El ensayo elaborado implica la asociación de datos antiguos con información nueva.

### Memoria a largo plazo
En contraste con la memoria a corto plazo, la memoria a largo plazo se refiere a la capacidad de retener información durante un tiempo prolongado y es posiblemente el componente más complejo del sistema de memoria humana. El modelo de memoria de Atkinson-Shiffrin (Atkinson 1968) sugiere que los elementos almacenados en la memoria a corto plazo pasan a la memoria a largo plazo mediante la práctica y el uso repetido. El almacenamiento a largo plazo puede ser similar al aprendizaje: el proceso mediante el cual la información que puede ser necesaria nuevamente se almacena para su recuperación bajo demanda.  El proceso de localizar esta información y traerla de vuelta a la memoria de trabajo se denomina recuperación. Este conocimiento que se recuerda fácilmente es un conocimiento explícito, mientras que la mayoría de la memoria a largo plazo es un conocimiento implícito y no es fácilmente recuperable. Los científicos especulan que el hipocampo está involucrado en la creación de la memoria a largo plazo. No está claro dónde se almacena la memoria a largo plazo, aunque hay pruebas que muestran que la memoria a largo plazo se almacena en varias partes del sistema nervioso.  La memoria a largo plazo es permanente. La memoria se puede recuperar, lo que, de acuerdo con el modelo de búsqueda de memoria de almacenamiento dual, mejora la memoria a largo plazo. El olvido puede ocurrir cuando la memoria no se puede recuperar en ocasiones posteriores.

## Modelos
Se han propuesto varios modelos de memoria para dar cuenta de los diferentes tipos de procesos de recuperación, incluida la recuperación con claves, la recuperación libre y la recuperación en serie. Sin embargo, para explicar el proceso de recuperación, el modelo de memoria debe identificar cómo una memoria codificada puede residir en el almacenamiento de la memoria durante un período prolongado hasta que se acceda nuevamente a la memoria, durante el proceso de recuperación; pero no todos los modelos utilizan la terminología de la memoria a corto y largo plazo para explicar el almacenamiento de memoria; La teoría del almacenamiento dual y una versión modificada del modelo de memoria Atkinson-Shiffrin (Atkinson 1968) utiliza el almacenamiento de memoria a corto y largo plazo, pero otros no.

### Modelo de memoria distribuida multi-traza.
El modelo de memoria distribuida de múltiples trazados sugiere que las memorias que se están codificando se convierten en vectores de valores, y cada cantidad escalar de un vector representa un atributo diferente del elemento a codificar. Tal noción fue sugerida por primera vez por las primeras teorías de Hooke (1969) y Semon (1923). Una sola memoria se distribuye a múltiples atributos o características, de modo que cada atributo representa un aspecto de la memoria que se está codificando. Dicho vector de valores se agrega luego a la matriz de memoria o a una matriz, compuesta de diferentes trazas o vectores de memoria. Por lo tanto, cada vez que se codifica una nueva memoria, dicha memoria se convierte en un vector o una traza, compuesta por cantidades escalares que representan una variedad de atributos, que luego se agregan a la matriz de memoria preexistente y en constante crecimiento, compuesta de múltiples trazas: De ahí el nombre del modelo.
Una vez que las trazas de memoria correspondientes a la memoria específica se almacenan en la matriz, para recuperar la memoria para el proceso de recuperación, se debe indicar la matriz de memoria con una sonda específica, que se usaría para calcular la similitud entre el vector de prueba y los vectores almacenados en la matriz de memoria. Debido a que la matriz de memoria está en constante crecimiento y se agregan nuevos rastros, uno tendría que realizar una búsqueda paralela a través de todos los rastros presentes dentro de la matriz de memoria para calcular la similitud, cuyo resultado puede usarse para realizar un reconocimiento asociativo, o con probabilística regla de elección, utilizada para realizar una recuperación de lo señalizado.
Si bien se ha afirmado que la memoria humana parece ser capaz de almacenar una gran cantidad de información, en la medida en que algunos pensaron una cantidad infinita, la presencia de una matriz cada vez mayor dentro de la memoria humana parece improbable. Además, el modelo sugiere que para realizar el proceso de recuperación, se requiere una búsqueda paralela entre cada traza que reside dentro de la matriz en constante crecimiento, lo que también genera dudas sobre si dichos cálculos se pueden realizar en un corto período de tiempo. Sin embargo, tales dudas han sido cuestionadas por los hallazgos de Gallistel y King  que presentan evidencia sobre las enormes capacidades computacionales del cerebro que pueden ser compatibles con dicho apoyo paralelo.

### Modelos de redes neuronales
El modelo de rastreo múltiple tenía dos limitaciones clave: una, la noción de la presencia de una matriz cada vez mayor en la memoria humana suena inverosímil; y dos, las búsquedas computacionales de similitud contra millones de trazas que estarían presentes en la matriz de memoria para calcular la similitud suena mucho más allá del alcance del proceso de recuperación humana. El modelo de red neuronal es el modelo ideal en este caso, ya que supera las limitaciones planteadas por el modelo de rastreo múltiple y mantiene las características útiles del modelo también.
El modelo de red neuronal asume que las neuronas en una red neuronal forman una red compleja con otras neuronas, formando una red altamente interconectada; cada neurona se caracteriza por el valor de activación, y la conexión entre dos neuronas se caracteriza por el valor de peso. La interacción entre cada neurona se caracteriza por la regla dinámica de McCullough-Pitts, y el cambio de peso y las conexiones entre las neuronas resultantes del aprendizaje están representados por la regla de aprendizaje de Hebbian.
Anderson muestra que la combinación de la regla de aprendizaje de Hebbian y la regla dinámica de McCullough-Pitts permite a la red generar una matriz de ponderación que puede almacenar asociaciones entre diferentes patrones de memoria; dicha matriz es la forma de almacenamiento de memoria para el modelo de red neuronal. Las principales diferencias entre la matriz de hipótesis de trazas múltiples y el modelo de red neuronal es que mientras que la nueva memoria indica la extensión de la matriz existente para la hipótesis de trazas múltiples, la matriz de ponderación del modelo de red neuronal no se extiende; más bien, se dice que el peso se actualiza con la introducción de una nueva asociación entre las neuronas.
Usando la matriz de peso y la regla de aprendizaje / dinámica, las neuronas indicadas con un valor pueden recuperar el valor diferente que es idealmente una aproximación cercana del vector de memoria objetivo deseado.
Como la matriz de peso de Anderson entre las neuronas solo recuperará la aproximación del elemento de destino cuando se indique, se buscó una versión modificada del modelo para poder recuperar la memoria de destino exacta cuando se generó una referencia. Hopfield Net es actualmente el modelo de red asociativa neuronal más simple y más popular; el modelo permite la recuperación de un vector objetivo claro cuando se indica con la parte o la versión 'ruidosa' del vector.
La matriz de peso de Hopfield Net, que almacena la memoria, se parece mucho a la utilizada en la matriz de peso propuesta por Anderson. Nuevamente, cuando se introduce una nueva asociación, se dice que la matriz de ponderación está "actualizada" para acomodar la introducción de una nueva memoria; se almacena hasta que la matriz está marcada por un vector diferente.

### Modelo de búsqueda de memoria de almacenamiento dual
Desarrollado por primera vez por Atkinson y Shiffrin (1968) y refinado por otros, incluidos Raajimakers y Shiffrin,  el modelo de búsqueda de memoria de doble tienda, ahora denominado SAM o búsqueda de modelo de memoria asociativa, sigue siendo uno de los más influyentes modelos computacionales de memoria. El modelo utiliza memoria a corto plazo, denominado almacenamiento a corto plazo (STS), y memoria a largo plazo, denominado almacenamiento a largo plazo (LTS) o matriz de episodios, en su mecanismo.
Cuando un artículo se codifica por primera vez, se introduce en el almacén a corto plazo. Mientras el artículo permanece en lel almacenamiento a corto plazo, las representaciones vectoriales en la tienda a largo plazo pasan por una variedad de asociaciones. Los elementos introducidos en el almacén a corto plazo pasan por tres tipos diferentes de asociación: (autoasociación) la autoasociación en el almacén a largo plazo, (heteroasociación) la asociación entre elementos en el almacén a largo plazo y la (asociación de contexto) que se refiere a la asociación entre el elemento y su contexto codificado. Para cada artículo en el almacén a corto plazo, cuanto mayor sea la duración del tiempo que un elemento reside dentro del almacén a corto plazo, mayor será su asociación con otros elementos que co-residen dentro del almacén a corto plazo, y con su código codificado. contexto.
El tamaño del almacén a corto plazo se define mediante un parámetro, r. A medida que se introduce un elemento en el almacén a corto plazo, y si el almacén a corto plazo ya ha sido ocupado por un número máximo de elementos, el elemento probablemente se retirará del almacenamiento a corto plazo.
Como los artículos co-residen en la tienda a corto plazo, sus asociaciones se actualizan constantemente en la matriz de la tienda a largo plazo. La fuerza de asociación entre dos elementos depende de la cantidad de tiempo que los dos elementos de memoria pasan juntos dentro del almacén a corto plazo, conocido como el efecto de contigüidad. Dos elementos que son contiguos tienen una mayor fuerza asociativa y, a menudo, se retiran del almacenamiento a largo plazo.
Además, el efecto de primacía, un efecto visto en el paradigma de memoria, revela que los primeros elementos en una lista tienen una mayor probabilidad de ser recordados sobre otros en el STS, mientras que los elementos más antiguos tienen una mayor probabilidad de abandonar el STS. El ítem que logró permanecer en el STS durante un período prolongado de tiempo habría formado una asociación de asociación, de asociación y de contexto más fuerte que otros, lo que finalmente llevó a una mayor fuerza asociativa y una mayor probabilidad de ser retirado del mercado.
El efecto de la actualidad de los experimentos de recuperación es cuando los últimos elementos de una lista se recuperan excepcionalmente bien sobre otros elementos, y se pueden explicar en la tienda a corto plazo. Cuando el estudio de una lista de memoria determinada haya finalizado, lo que reside en el almacén a corto plazo al final es probable que sean los últimos elementos que se introdujeron por última vez. Debido a que se puede acceder fácilmente al almacén a corto plazo, dichos elementos se recuperarán antes que cualquier elemento almacenado en el almacén a largo plazo. Esta accesibilidad de recuperación también explica la naturaleza frágil del efecto de actualidad, que es el hecho de que los distractores más simples pueden hacer que una persona olvide los últimos elementos de la lista, ya que los últimos elementos no habrían tenido tiempo suficiente para formar una asociación significativa en el largo plazo. Tienda a largo plazo. Si la información se elimina de la tienda a corto plazo por parte de los distractores, se espera que la probabilidad de que se retiren los últimos elementos sea menor que incluso los elementos de actualidad en el centro de la lista.
El modelo SAM de almacenamiento dual también utiliza almacenamiento de memoria, que a su vez puede clasificarse como un tipo de almacenamiento a largo plazo: la matriz semántica. El almacén a largo plazo en SAM representa la memoria episódica, que solo trata con nuevas asociaciones que se formaron durante el estudio de una lista experimental; Las asociaciones preexistentes entre los elementos de la lista, entonces, deben representarse en una matriz diferente, la matriz semántica. La matriz semántica permanece como otra fuente de información que no es modificada por asociaciones episódicas que se forman durante el examen.
Por lo tanto, los dos tipos de almacenamiento de memoria, a corto y largo plazo, se utilizan en el modelo SAM. En el proceso de recuperación, los elementos que residen en el almacén de memoria a corto plazo se recuperarán primero, seguidos de los elementos que residen en la tienda a largo plazo, donde la probabilidad de ser retirado es proporcional a la fuerza de la asociación presente dentro del almacén a largo plazo. Otro almacenamiento de memoria, la matriz semántica, se utiliza para explicar el efecto semántico asociado con la recuperación de la memoria.